# Activation biologique du sol
L'activation biologique des sols désigne l'ensemble des pratiques et des techniques visant à stimuler et à maintenir l'activité biologique dans le sol. Ce dernier est constitué de différents compartiments. Ces compartiments abritent une microfaune qui permet d’activer ce sol. Cette activité biologique est essentielle pour améliorer la fertilité des sols. En effet, on trouve dans le sol de nombreux organismes disposant chacun d’un rôle particulier. La faune du sol représente 0,08% de sa masse et compte en moyenne 260 millions d’individus par mètre carré. Cela correspond proportionnellement à une masse globale équivalente à celle de deux vaches adultes par hectare (2 UGB/ha). Le tableau suivant montre la biodiversité du sol à travers son abondance, sa biomasse et le nombre d’espèces des différents organismes du sol en milieu tempéré. 
|                                          | Groupe           | Abondance (nombre d'individus) | Biomasse (masse des organismes | Nombre d'espèces |
| ---------------------------------------- | ---------------- | ------------------------------ | ------------------------------ | ---------------- |
| Microflore (Valeur pour 1 gramme de sol) | Bactéries        | 106 à 109                      | 100 à 700 μg                   | 10 000 à 106     |
| Microflore (Valeur pour 1 gramme de sol) | Champignons      | 103 à 109                      | 100 à 500 μg                   | 1 000 à 105      |
| Microflore (Valeur pour 1 gramme de sol) | Algues           | 103 à 106                      | 20 à 150 μg                    |                  |
| Faune (Valeurs pour 1 m² de sol)         | Protozoaires     | 105 à 1011                     | 6 à plus de 30 μg              | 60-70            |
| Faune (Valeurs pour 1 m² de sol)         | Nématodes        | 104 à 3*106                    | 1 à 30 g                       | 65-90            |
| Faune (Valeurs pour 1 m² de sol)         | Acariens         | 2*104 à 4*105                  | 0.2 à 4 g                      | 140-500          |
| Faune (Valeurs pour 1 m² de sol)         | Collemboles      | 2*104 à 4*105                  | 0.2 à 4 g                      | 40-80            |
| Faune (Valeurs pour 1 m² de sol)         | Larves d'insecte | environ 500                    | 4.5 g                          | > 245            |
| Faune (Valeurs pour 1 m² de sol)         | Millepattes      | 20 à 700                       | 0.5 à 12.5 g                   | 6-15             |
| Faune (Valeurs pour 1 m² de sol)         | Cloportes        | environ 8000                   | environ 4 g                    | 6-12             |
| Faune (Valeurs pour 1 m² de sol)         | Vers de terre    | 50 à 400                       | 20 à 400 g                     | 11               |

## Utilité de l'activation biologique du sol
Les différents compartiments du sol vivant ont diverses fonctions, qui assurent le bon fonctionnement de celui-ci. Ainsi, les bactéries sont des régulatrices essentielles des équilibres gazeux et des cycles biogéochimiques du sol. Les champignons transportent des quantités importantes d’eau et de substances , participent à la dégradation de la litière et à sa transformation en humus. Quant à la faune du sol, son rôle déterminant réside dans la transformation de la matière organique et dans son action mécanique sur les sols : formation de galeries, porosité, structuration des agrégats.
Ces interactions biologiques procurent au sol une propriété d’auto structuration, qui s’exprime à différentes échelles, allant des films microbiens jusqu’aux macro galeries des vers de terre. Les invertébrés du sol étant qualifiés alors de groupe clé de l’organisation et du fonctionnement des sols, on parle alors d’organismes ingénieurs. La contribution de ceux-ci est multiple : incorporation de la litière au sol, protection des plantes contre certains bioagresseurs, activation sélective de l’activité microbienne, création de structure favorable à la vie du sol (incubateurs de microorganismes). En bref, l’activation biologique de certains groupes vise à dynamiser l’ensemble du système et améliorer son fonctionnement et sa production primaire.

## Les méthodes et procédés d'activation biologique du sol

### Amendements organiques et minéraux
Les amendements sont des substances que l'on incorpore au sol afin d'en améliorer les propriétés physiques, chimiques et biologiques. On peut les regrouper en deux catégories : les amendements organiques et les amendements minéraux.

#### Amendements organiques
Les amendements organiques ont une origine végétale. Ils allègent les terres lourdes, donnent du corps aux terres légères et reconstituent le stock de matière organique du sol et l’humus du sol.
Par leur minéralisation progressive, ils permettent de nourrir durablement les végétaux, sans risque de lessivage, tout en assurant une meilleure circulation de l’air et de l’eau. En fait, ils « nourrissent » le sol avant de nourrir la plante, une fois la matière organique décomposée en substances minérales assimilables.
Les principaux amendements organiques sont les fumiers d’animaux d’élevage ainsi que le compost. Ils peuvent être utilisés dans toutes les situations et sont incorporés à la terre à l’automne, ou pour le compost, en fin d’hiver. D’autres matériaux peuvent être employés : paille, écorces, composts de déchets verts, terreaux du commerce.

#### Amendements minéraux
Ils améliorent certaines propriétés physico-chimiques du sol, telles que la correction de pH ou l’amélioration de la structure du sol, tout en facilitant son travail. Ils permettent ainsi aux plantes de mieux absorber les éléments nutritifs.
Les principaux amendements minéraux sont les suivants : chaux, gypse, cendres de bois, soufre, sulfate de fer, sable, argile, marne.
Les plus utilisés dans les jardins sont la chaux pour augmenter le pH d’un sol trop acide, et, inversement, le sulfate de fer pour acidifier un sol trop basique.

### La fertilisation organique
La fertilisation organique est une méthode agricole qui utilise des matières d'origine naturelle, telles que le compost, le fumier et les résidus de culture, pour enrichir le sol en nutriments essentiels. Ce type de fertilisation favorise la biodiversité et améliore la structure du sol, ce qui conduit à une meilleure rétention d'eau et une réduction de l'érosion. En adoptant la fertilisation organique, les agriculteurs contribuent à des pratiques durables tout en produisant des cultures saines sans avoir recours à des produits chimiques synthétiques.
La fertilisation organique est fondée sur plusieurs principes clés qui visent à optimiser la fertilité du sol et à promouvoir une biodiversité saine. Voici quelques-uns de ces principes :
- Recyclage des nutriments : Les matériaux organiques sont utilisés pour recycler les nutriments dans le sol, améliorant ainsi la disponibilité de ces éléments pour les plantes.
- Amélioration de la structure du sol : Les matières organiques améliorent la structure du sol, augmentant ainsi sa capacité à retenir l'eau et facilitant le développement des racines.
- Promotion de la vie microbienne : Les matériaux organiques favorisent l'activité microbienne, essentielle pour la décomposition des matières organiques et le cycle des nutriments.

La fertilisation organique joue un rôle crucial dans le maintien et l'amélioration de la santé des sols. Un sol sain est essentiel pour soutenir la vie végétale et contribuer à des pratiques agricoles durablement productives. La fertilisation organique :
- améliore la structure du sol, permettant une meilleure infiltration de l'eau.
- augmente l'activité microbienne dans le sol, favorisant la décomposition des matières organiques.
- réduit la dépendance aux fertilisants chimiques, minimisant l'impact environnemental.

Les avantages nutritifs de la fertilisation organique pour les plantes sont nombreux. En fournissant une gamme complète de nutriments indispensables, cette méthode de fertilisation améliore la qualité et la valeur nutritionnelle des cultures. Ainsi la fertilisation organique :
- apporte des nutriments essentiels comme l'azote, le phosphore et le potassium, mais aussi des oligo-éléments.
- aide à maintenir l'équilibre du pH du sol, essentiel pour l'absorption des nutriments.
- améliore la résistance des plantes aux maladies et aux parasites.

Une étude menée sur des plantations de thé en Inde, utilisant cette méthode de fertilisation organique des sols pour restaurer la fertilité des sols et améliorer la productivité, a montré:
- l’application du mélange de résidus de thé, de matière organique de haute qualité et de vers de terre s'est avéré très efficace pour augmenter les rendements de thé (plus que l'application d'engrais seuls)
- cette technique a permis d'augmenter les rendements de 79,5 à 276 %

### Les procédés d'activation du sol naturels
Il existe également des mécanismes d’activation du sol de manière naturelle. En effet, les déplacements de la faune, les mouvements des  organismes dans le sol et les associations qui se forment participent au maintien de l’activité du sol.

#### La bioturbation
Un ensemble des mouvements et mélanges du sol causés par les micro-organismes comme le creusement des vers de terre, les racines des plantes qui brassent la terre, les petits animaux comme les taupes qui creusent des tunnels. Ce processus améliore la structure du sol, facilite la circulation de l’air et de l’eau, et répartit mieux les nutriments.

#### L'exsudation racinaire
Procédé dans lequel les plantes libèrent des substances (sucres, acides organiques, etc.) par leurs racines. Ces exsudats nourrissent directement les micro-organismes du sol et stimulent leur activité, créant une sorte de « hotspot » biologique autour des racines.

#### Symbioses naturelles
Il existe également des symbioses naturelles comme les mycorhizes : il s’agit d’une symbiose entre les racines d’une plante et d’un champignon (mycélium) qui permet d’agrandir la surface d’absorption des nutriments. Il existe également une symbiose entre les racines des plantes, les Fabacées, et des bactéries fixatrices d’azote, les rhizobium. Cette symbiose est à l’origine de la formation de nodosités au niveau des racines.
L’activation du sol se réalise également par le passage de la faune sauvage, comme les sangliers, qui fouillent le sol à la recherche de nutriments, remuent la terre et l’aère et stimulent la biologie présente en surface.

### Le bois raméal fragmenté
Une autre façon d’activer biologiquement le sol est l’apport de matière organique sous la forme de bois raméal fragmenté (BRF). Cette technique québécoise résulte de l’apport d’un amendement ligneux (jeunes branches, car plus riches en acides aminés, protéines et sucres) broyé qui est ensuite incorporé dans la partie superficielle du sol (100 à 300 m3 /ha/an). De nombreuses études ont montré un effet bénéfique du BRF sur l’activité biologique du sol avec une augmentation des champignons, des bactéries et de la pédofaune.

## Enjeux sociétaux

### Lutte contre le changement climatique
Le sol est impliqué dans la gestion du cycle du carbone et son stockage. En effet, il s’agit d’un milieu capable de stocker et déstocker du CO₂, qui joue un rôle clé dans la régulation du climat. Des sols bien structurés émettent moins de gaz à effet de serre et permettent ainsi la lutte contre le changement climatique.

### Gestion durable des ressources naturelles
Le sol participe également à la gestion durable des ressources naturelles telles que l’eau : un sol actif permet d’améliorer la qualité de l’eau par une meilleure filtration et une réduction des pollutions dues aux engrais et produits chimiques. De plus, des sols bien structurés résistent mieux à l’érosion par le vent ou l’eau.